# Come as you are
Come as You Are és una cançó del grup d'estil grunge, Nirvana, publicada en el popular disc Nevermind (1991) i rellançada com a senzill el 1992. Aquesta cançó, igual que Smells Like Teen Spirit, és la responsable de la popularització dels Nirvana i del moviment grunge.

## Sentit
Come as You Are es recorda com una de les cançons més optimistes dels Nirvana. Mentre que en altres cançons les lletres són fosques i pessimistes, Come as you are dona la benvinguda a l'oïdor «com un amic». La cançó parla de l'acceptació, i convida a l'oïdor a fer allò que diu el títol «Vine tal com ets». No obstant això, hi ha una tendència sospitosa quan arriba la frase «And I swear that I don't have a gun» (Juro que no tinc cap pistola), que repeteix diverses vegades.
A conseqüència de la mort del cantant, en Kurt Cobain, a l'abril del 1994, es va fer molt famós el vers «I swear I don't have a gun» (Juro que no tinc cap arma). S'han fet comentaris diversos d'altres cançons de Nevermind que fan esment a les armes. Tot i això, posteriorment, la menció a les armes s'ha considerat una coincidència, ja que el disc es va enregistrar tres anys abans de la mort d'en Cobain.
Els versos «Come dowsed in mud... soaked in bleach», es refereixen al primer disc del grup, Bleach, i a més, es refereixen a una campanya antidroga que es feia a San Francisco, Califòrnia, cap al final dels anys 80. La campanya anava dirigida als qui prenien drogues intravenoses. La ciutat els demanava que desinfectessin (bleach) les agulles per reduir el risc de contagi de malalties.
D'altra banda es creu que la cançó és dedicada a la seva futura filla, la Frances Bean.

## Vídeo musical
En el vídeo musical de la cançó es veu el grup dins d'una sala fosca d'aparença gòtica. A més, un raig d'aigua que cau per un vidre davant del grup fa difícil de distingir-ne les cares. Durant el vídeo, surten imatges d'objectes que no tenen gaire relació amb la lletra, com ara peixos i un gos. El vídeo enfoca de manera principal al grup, però també ensenya un nadó despullat que neda darrere d'un bitllet d'un dòlar que està enganxat en un ham de pescar. Igual que a la portadella del disc Nevermind, del qual forma part aquesta cançó. En el vídeo també hi podem veure en Cobain amb la seva guitarra penjat d'un canelobre. Tot i que en Kurt anava assegurat amb corretges, va tenir pànic i nàusees a causa del moviment i de la malaltia crònica que patia. En Kurt va estar uns dies malalt, així que les escenes no es van repetir i en el vídeo hi veiem l'autèntic Kurt marejat.

## Controvèrsia
Quan es va llançar Nevermind, els membres del grup britànic de postpunk Killing Joke van reclamar l'autoria del famós riff de guitarra de Come as you are. Els Killing Joke deien que era un plagi del riff del seu senzill Eighties. No obstant això, els Killing Joke no va demandar als Nirvana per infracció dels drets d'autor. En una entrevista a la revista francesa Hard Rock Magazine, en Jaz Coleman (el cantant dels Killing Joke) va dir que no va demandar al grup perquè els membres de Nirvana li havien confessat obertament que havien copiat el riff, i que això era l'única cosa que volia sentir.
Cal dir que el riff també s'assembla al de la cançó Life goes on del conjunt de música punk anglès, els The Damned.
Posteriorment, en Dave Grohl, l'exbateria dels Nirvana, va tocar la bateria en el tretzè disc dels Killing Joke (i el segon de dur el nom del grup), i va enregistrar amb el seu grup, els Foo Fighters, una versió de la cançó Rèquiem, que fins i tot ha arribat a interpretar en directe amb en Coleman en un concert a Nova Zelanda.

## Afinació
En el disc Nevermind, de l'any 1991, es va enregistrar la cançó en Re major, és a dir, dos trasts per sota de l'afinació normal de la guitarra. En Cobain sempre va tocar la cançó en Re Sostingut o en Mi Major quan ho feia en directe (també en la versió del MTV Unplugged in New York); amb excepció de la vegada que la va tocar al Japó l'any 1992 (Live In Japan 1992). És per això que tant la veu com la música se sentia tan diferent en directe. Les cançons del disc llegendari, Nevermind, que estan afinades en el to de Re Major, són: Come as you are, Lithium i Drain You. Something in the Way està afinada en Do sostingut. En Cobain, al Japó, també va tocar Lithium amb l'afinació normal després de Come as you are.

## Versions
El grup va enregistrar diverses versions de la cançó:
- En el disc acústic MTV Unplugged in New York.
- La versió original també hi és en l'àlbum de grans èxits del grup Nirvana, i en la compilació de diversos artistes de Fender 50th Anniversary Guitar Legends.
- Una interpretació en directe, enregistrada el 25 de novembre del 1991 a Paradiso, Àmsterdam (Països Baixos), que surt en el vídeo del 1994, Live! Tonight! Sold Out! En aquesta versió es veu en Cobain cridant la lletra sobre una guitarra desafinada.
- Una versió enregistrada el 1991 que es va incloure en la compilació Sliver - The Best of the Box. Aquesta versió va ser part d'una mostra que es va enviar al productor de Nevermind, en Butch Vig.
- Múltiples preses del vídeo musical, dirigit per en Kevin Kerslake, surten al DVD del box set del 2004, With the Lights Out.

## Benvinguts a Aberdeen

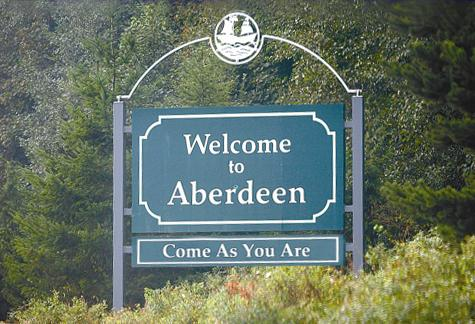
Homenatge a en Kurt Cobain a Aberdeen.

El 2005 una es va posar un senyal en el poble d'on era originari en Cobain, Aberdeen (Washington), que diu "Welcome to Aberdeen- Come As You Are" com a homenatge al músic. Traduït al català vol dir: Benvingut a Aberdeen, vine-hi tal com ets. El Comitè Kurt Cobain Memorial, una organització sense afany lucratiu fundada el maig del 2004, va fer i va pagar el senyal. El Comitè, fundat per en Jeff Burlingame i el conseller local Paul Fritts, planeja de crear un parc amb el nom de l'artista i un centre juvenil a Aberdeen. Molts ho consideren irònic, ja que en Cobain va dir obertament en diversos intervius que odiava Aberdeen i a diversos amics que hi tenia.

## Versions d'altres artistes
Han fet versions de Come as You Are:
- El grup britànic de punk, The Vibrators.
- La cantant estatunidenca Laura Love.
- El cantautor brasiler Caetano Veloso.
- La cantant francesa Émilie Simon.
- La cantant de jazz Dani Siciliano.
- El cantant espanyol Ramoncín.
- El cantant peruà Ramiro Saavedra.
- La Cantant i compositora malaia Yuna
- L'actor Evan Peters a la sèrie nord-americana American Horror Story: Freak Show
- El grup argentí de rock alternatiu El otro yo

## Llista de cançons
Les següents cançons van sortir en el senzill:
1. Come as You Are (Cobain) - 3.38
2. Endless, Nameless (Cobain/Grohl/Novoselic) - 6.40
3. School [en directe, Teatre Paramount (Seattle) 31 d'octubre del 1991] (Cobain) - 2.31
4. Drain You [en directe, Teatre Paramount (Seattle) 31 d'octubre del 1991] (Cobain) - 3.35

## Mostra
- Mostra de la versió que surt a Nevermind

## Llocs a les llistes
| Llistes (1992)                                | Lloc més bo |
| --------------------------------------------- | ----------- |
| Canadà Top Singles (RPM)                      | 27          |
| Finland Singles Chart                         | 12          |
| Itàlia (FIMI)                                 | 13          |
| Irlanda (IRMA)                                | 7           |
| Països Baixos (Single Top 100)                | 16          |
| Espanya (AFYVE)                               | 16          |
| UK Singles (The Official Charts Company)      | 9           |
| Estats Units Billboard Hot 100                | 32          |
| Estats Units Billboard Mainstream Rock Tracks | 3           |
| Estats Units Billboard Modern Rock Tracks     | 3           |